# Banksia attenuata
Banksia attenuata là một loài thực vật có hoa trong họ Quắn hoa. Loài này được R.Br. miêu tả khoa học đầu tiên năm 1811.
Cây thươngg đạt chiều cao từ 10 m (33 ft), nó có thể là một loại cây bụi của 0,4–2 m tại khu vực khô cằn hơn. Nó có lá dài hẹp có răng cưa và chùm hoa vàng rực rỡ, hoặc các cụm hoa. Nó được tìm thấy ở hầu khắp các phía tây nam của Tây Úc, từ phía bắc của công viên quốc gia Kalbarri nam đến Cape Leeuwin và sau đó về phía đông tới Vườn quốc gia sông Fitzgerald. Robert Brown đặt tên cho loài vào năm 1810. Trong chi Banksia, các mối quan hệ gần gũi và vị trí chính xác của B. attenuata là không rõ ràng. Cây được thụ phấn nhờ và cung cấp thực phẩm cho một mảng rộng động vật có xương sống và không xương sống động vật trong những tháng mùa hè, bao gồm cả việc họ ăn mật và possum mật ong, một thú có túi nhỏ. Cây mọc lại sau các vụ cháy rừng bằng mọc lên lại từ gốc gỗ của nó hoặc từ nụ epicormic trong thân cây của nó. Loài này có thể sống đến 300 năm. Nó đã được sử dụng rộng rãi như là một cây trồng đường phố và cho các khu vực đất trồng trong đô thị Tây Úc.